# ACE (formato de fichero)
En informática, ACE es un formato de fichero de archivo de compresión de datos privativo desarrollado por e-merge GmbH. Los partidarios de ACE sostienen que ofrece una compresión superior al formato de fichero ZIP, aunque al coste de una velocidad de compresión más lenta.
La extensión de fichero es .ace. El tipo MIME es application/x-ace-compressed.
WinAce, mantenido por e-merge GmbH, se usa para descomprimir y manipular ficheros ACE en Microsoft Windows. También hay versiones más antiguas de un programa llamado «unace», que están licenciadas bajo la GPL, pero no pueden extraer archivos ACE posteriores a la versión 2.0. Además, hay programas de descompresión de este tipo de archivos que son gratuitos para muchas plataformas (como macOS y Linux), pero tampoco son software libre.